# Hans Annersten
Hans Annersten, född 1940, är en svensk petrolog. Han disputerade 1972 vid Uppsala universitet där han senare blivit professor i mineralkemi och petrologi. Han blev 1992 ledamot av Vetenskapsakademien.